# Transport maritime du vin
 (octobre 2009).
Si vous disposez d'ouvrages ou d'articles de référence ou si vous connaissez des sites web de qualité traitant du thème abordé ici, merci de compléter l'article en donnant les références utiles à sa vérifiabilité et en les liant à la section « Notes et références ».

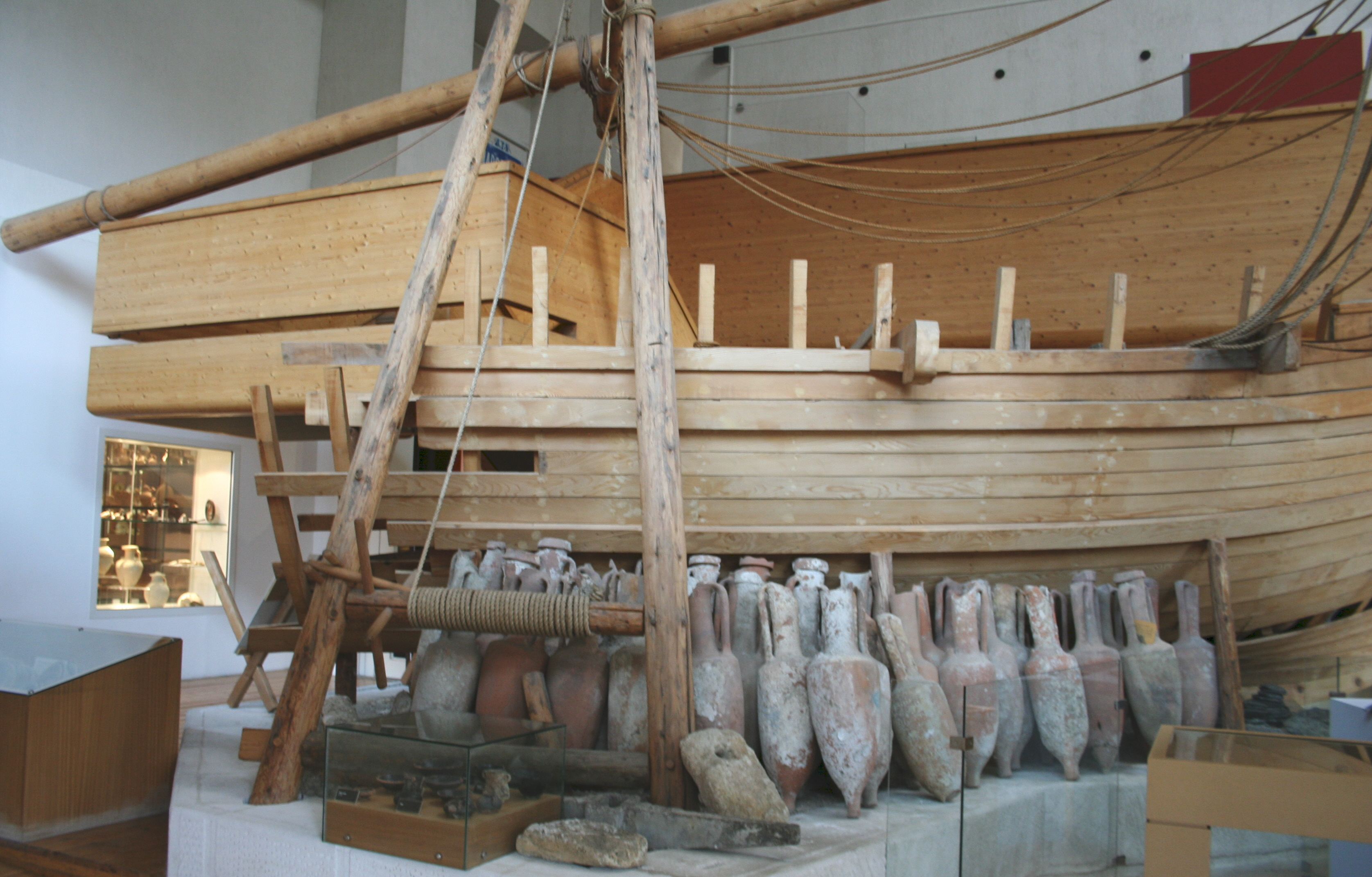
Reproduction de l'épave des Laurons (anse de Fos) et amphores

Le vin fut l'un des premiers spiritueux. Dès le début il était question de son transport, de son échange (dans la Méditerranée) et de son implantation dans les trois anciens continents. Ce transport que nous connaissons maintenant est un transport spécial et complexe, on parlera donc de l'évolution de ce transport, du transport maritime du vin aujourd'hui et dans l'avenir.

## Transport maritime du vin durant l'Antiquité
La Bible est la plus vieille œuvre littéraire qui parle de la production du vin, avec la vigne de Noé. Le vin fut parmi les premières et les principales marchandises à s'échanger ou à se vendre. Ce furent des armateurs phéniciens et grecs qui dominèrent le transport maritime du vin au début du IIe millénaire av. J.-C. Les Phéniciens transportaient leur vin, cultivé dans la  plaine de Bekaa, des différents ports en Phénicie vers toute la Méditerranée.
Le vin cultivé à Byblos faisait un trajet régulier avec l'Égypte au cours de l'Ancien Empire (2686 -2134 av. J.-C.). Les vins de Tyr et de Sidon étaient célèbres dans toute la Méditerranée ancienne, mais pas toutes les cargaisons arrivaient à leurs destinations. Les Grecs comme les Phéniciens exportaient aussi leur propre agriculture.
C’est grâce à ces deux peuples antiques d'habiles navigateurs et commerçants et à leur transport maritime que les vignes seront implantées partout dans la mer Méditerranée. Différents navires vont être employés, parmi eux les olkades, petits bateaux grecs faciles à manœuvrer par un équipage de cinq hommes. Leur chargement est diversifié, mais la part la plus importante est constituée par l’huile d’olive et le vin conditionné dans des amphores que l’on immobilise avec le sable afin de les protéger des secousses dues à la violence des vagues.
Les navires marchands phéniciens, qui mesuraient jusqu'à 58 pieds et étaient munis d'un seul mât et deux rames utilisées comme gouvernail, emportaient le vin dans des amphores maintenues par des grilles de bois et arrimées, et protégeaient le vin de l'oxydation avec une couche d'huile d'olive, suivie par un scellé en bois de pin et de résine.

## Modalités de transport du vin actuellement
Le transport du vin s’effectue de différentes manières à cause de sa manipulation délicate et sa sensibilité aux variations de température et d’humidité. On peut distinguer deux manières de le transporter : le transport en bouteilles ou le transport en vrac.

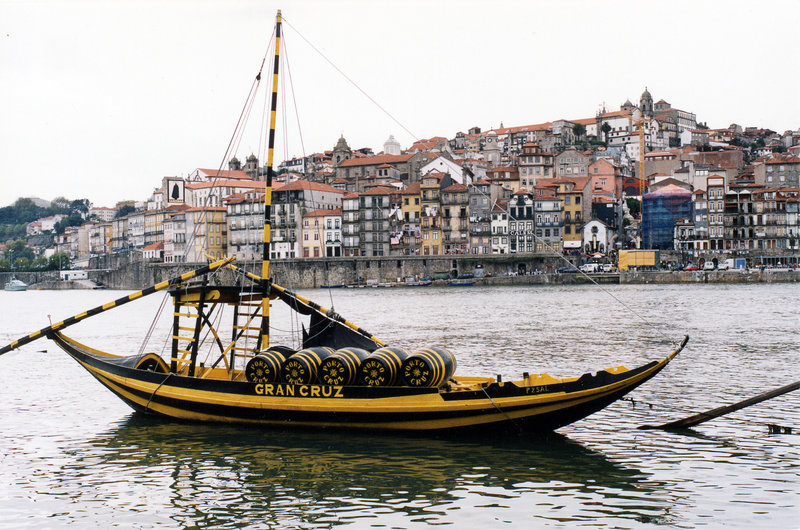
Rabelos, barque traditionnelle servant à transporter les barriques de porto sur le Douro vers les caves de Vila Nova de Gaia.

### Transport en bouteilles
Les bouteilles sont d'abord emballées dans des boites en bois ou en carton puis elles sont mises sur des palettes, pour éviter le contact direct des boites avec le conteneur ou avec les cales d’un cargo polyvalent, et pour faciliter chargement et déchargement.
Le choix du navire en  conteneur réfrigéré dépend de la route que le produit en bouteille a à parcourir. La diminution de température cause une rétraction du liquide qui aspire l’air à travers le bouchon de la bouteille, et dans ce cas le vin va s’oxyder. L'augmentation de la température peut modifier la structure spéciale du vin. Apparemment, le bouchon permet une circulation du gaz entre le vin et le milieu extérieur : des produits fongicides utilisés dans les caisses et les palettes en bois (voir Norme NIMP15) peuvent se dégrader en fonction de la température et former la trichloroanisole responsable du goût bouchonné du vin. Ainsi, le maintien de la température et la bonne sélection du matériel de conditionnement (boites, palettes...) sont deux aspects importants du transport du vin en bouteilles.

### Transport en vrac

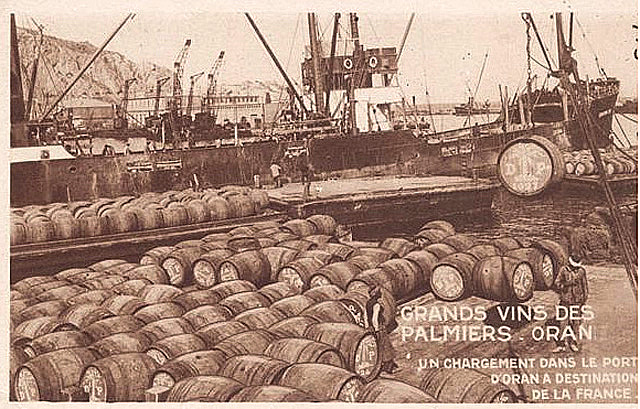
Chargement de vins en fûts dans le port d’Oran à destination de la France

#### Navire-citerne (pinardier)
Jusqu’aux années 1930, le vin était principalement chargé sur des cargos de ligne, dans des fûts qu’on utilise encore aujourd'hui. À partir de cette époque, une partie du transport s’effectue dans les cales hermétiques de bateaux réservés à cet usage et appelés « pinardiers ». Les normes internationales de sécurité sanitaire ont causé la disparition de la majorité de ces navires à la fin du XXe siècle, au profit du transport en bouteilles.

#### Citerne flexible (Flexitank)
Le Flexitank est une citerne flexible en matière plastique que l'on peut remplir complètement de vin sans laisser aucune surface de contact avec l'air, favorisant ainsi la préservation du produit. Son étanchéité empêche l'oxydation du vin, tandis que son élasticité permet sa dilatation ou contraction. Néanmoins, ces citernes peuvent modifier le goût du vin, qui est en contact direct avec la citerne.

#### Conteneurisation
Le vin ne doit pas entrer en contact avec l'oxygène, puisqu’il s’oxyde, ce qui altère sa qualité. Pour résoudre ce problème le conteneur doit être rendu inerte avec de l'azote. Les variations de température vont résulter en une augmentation ou une diminution de la pression dans la citerne. Généralement on utilise pour ce transport des citernes capables de résister à une pression de quatre bars.

## Transport du vin en navire à voile
Vu que le vin ne se détériore pas au cours de longues périodes de navigation, il est possible de transporter ce produit à la voile. 
Dans le cadre de son activité d'armateur, la première flotte européenne de navires marchands à voile, la Compagnie de transport maritime à la voile s'est engagée dans le transport du vin. CTMV a ainsi créé des routes de transport à destination des pays du nord de l'Europe.
Le rotspon, spécialité de Lübeck, est un bordeaux dont les qualités organoleptiques ont été modifiées lors du transport maritime, qui s'effectue en fûts. Cette spécialité, qui existe depuis le XIIIe siècle, est mise en bouteilles à Lübeck.